# Liste der Kulturdenkmäler in Obersteinebach
In der Liste der Kulturdenkmäler in Obersteinebach sind alle Kulturdenkmäler der rheinland-pfälzischen Ortsgemeinde Obersteinebach aufgelistet. Grundlage ist die Denkmalliste des Landes Rheinland-Pfalz (Stand 4. Mai 2023).

## Einzeldenkmäler
| Bezeichnung | Lage                | Baujahr                | Beschreibung                                                   | Bild            |
| ----------- | ------------------- | ---------------------- | -------------------------------------------------------------- | --------------- |
| Wohnhaus    | Hauptstraße 13 Lage | spätes 17. Jahrhundert | Fachwerkhaus mit Niederlass, wohl noch aus dem 17. Jahrhundert | Fotos hochladen |